# Staré Heřminovy
Staré Heřminovy (niem. Alt Erbersdorf) – gmina w Czechach, w powiecie Bruntál, w kraju morawsko-śląskim. Według danych z dnia 1 stycznia 2012 liczyła 227 mieszkańców.
W latach 1978–1990 była częścią miasta Horní Benešov.
Zobacz też:
- Nové Heřminovy